# Sistema de detección y alerta de cizalladura del viento
El sistema de detección y alerta de cizalladura del viento, instalado en una aeronave, detecta y alerta al piloto tanto visual como auditivamente de una condición de cizalladura del viento]]. Un sistema reactivo de detección de cizalladura del viento se activa cuando la aeronave vuela hacia un área con una condición de cizalladura del viento de fuerza suficiente para representar un peligro para la aeronave. Un sistema predictivo de detección de cizalladura del viento se activa ante la presencia de una condición de cizalladura del viento delante de la aeronave. En 1988, la Administración Federal de Aviación de Estados Unidos (FAA) ordenó que todos los aviones comerciales propulsados por turbinas debían tener a bordo sistemas de detección de cizalladura del viento para 1993. Las aerolíneas presionaron con éxito para que los aviones comerciales turbohélice quedaran exentos de este requisito.
En el modo de detección predictiva de cizalladura del viento, el procesador del radar meteorológico de la aeronave detecta la presencia de una microrráfaga, un tipo de condición de cizalladura vertical del viento, detectando el cambio de frecuencia Doppler de los pulsos de microondas causados por la microrráfaga delante de la aeronave, y muestra el área donde está presente en la Unidad de visualización de navegación (del Sistema electrónico de instrumentos de vuelo) junto con una advertencia sonora.

## Historia del desarrollo
En el mes de junio de 1975, el vuelo 66 de Eastern Airlines sufrió un accidente al aproximarse al aeropuerto JFK de Nueva York debido a una cizalladura del viento inducida por microrráfagas. Posteriormente, en julio de 1982, el vuelo 759 de Pan Am se estrelló al despegar del Aeropuerto Internacional de Nueva Orleans en condiciones climáticas similares. Por último, en agosto de 1985, la cizalladura del viento y las reacciones inadecuadas de los pilotos provocaron el accidente del vuelo 191 de Delta Airlines al aproximarse al Aeropuerto Internacional de Dallas/Fort Worth en medio de una tormenta.
El 24 de julio de 1986, la Administración Federal de Aviación (FAA) y la Administración Nacional de Aeronáutica y del Espacio (NASA) suscribieron un acuerdo de memorando para dar inicio formalmente al Programa Aerotransportado de Detección y Prevención de Cizalladura del Viento (AWDAP). Como resultado de esta colaboración, se estableció un programa específico para el estudio de la cizalladura del viento en la Dirección de Sistemas de Vuelo del Centro de Investigación Langley de la NASA. Tras cinco años de dedicada investigación sobre diversos fenómenos meteorológicos y tecnologías de sensores, los investigadores tomaron la decisión de validar sus descubrimientos en condiciones reales de vuelo. Para ello, seleccionaron un avión Boeing 737 que fue ampliamente modificado, reemplazando la sección delantera de la cabina de pasajeros por una cabina de investigación en la parte trasera. En los experimentos AWDAP se utilizó una unidad de radar terrestre de banda X modelo 708 de Rockwell Collins modificada. El sistema procesador de radar en tiempo real utilizado durante los experimentos de vuelo de 1992 era un sistema basado en bus VME con un procesador host Motorola 68030 y tres placas DSP.
El 1 de septiembre de 1994, el radar meteorológico modelo RDR-4B de Allied-Signal/Bendix (ahora Honeywell) se convirtió en el primer sistema predictivo de cizalladura del viento certificado para operaciones de aerolíneas comerciales. Ese mismo año, Continental Airlines se convirtió en la primera aerolínea comercial en instalar en sus aviones un sistema predictivo de detección de cizalladura del viento. En junio de 1996, Rockwell Collins y el Grupo de Electrónica y Defensa de Westinghouse (ahora Grumman/Martin) también idearon sistemas predictivos de detección de cizalladura del viento certificados por la FAA.
La Sociedad de Sistemas de Transporte Inteligente IEEE está realizando investigaciones para un mayor desarrollo de este sistema.